# Championnat de Cuba de football 2019-2020
Navigation
Saison précédente Saison suivante
La saison 2019-2020 de la Liga Nacional de Fútbol est la cent-cinquième édition du championnat de Cuba de football.
Pour la première fois depuis l'édition 2009-2010, le championnat devient saisonnier et non annuel. Le championnat est divisé en deux tournois, Apertura et Clausura. Lors du tournoi Apertura, les seize équipes participantes sont divisées en deux groupes de huit sur des bases géographiques. Chaque club joue une fois contre les autres de son groupe pour un total de sept rencontres. Les deux vainqueurs de chaque groupe s'affrontent alors pour une finale sur un match unique. Dix équipes sont alors qualifiées pour le tournoi Clausura, il s'agit des quatre meilleures équipes de chaque groupe en Apertura, le meilleur cinquième ainsi que la sélection cubaine des moins de 20 ans.
Le FC Pinar del Río remporte le tournoi Apertura aux tirs au but (4-3), après un résultat de 2-2, aux dépens du FC Ciego de Ávila, équipe qui sera première au classement du tournoi Clausura avant que la pandémie de Covid-19 à Cuba ne mette fin au tournoi de manière abrupte, aucun champion n'étant alors couronné.

## Les seize équipes participantes
Ces tableaux présentent les dix-sept équipes qualifiées pour disputer le championnat 2019-2020. Classés par groupe, on retrouve dans ces tableaux le nom des clubs et la localisation de ces derniers.
| Équipe                 | Ville         |
| FC Artemisa            | San Cristóbal |
| FC Cienfuegos          | Cienfuegos    |
| FC Isla de la Juventud | Nueva Gerona  |
| FC La Habana           | La Havane     |
| FC Matanzas            | Matanzas      |
| FC Mayabeque           | Güines        |
| FC Pinar del Río       | Pinar del Río |
| FC Villa Clara         | Zulueta       |

| Équipe                       | Ville            |
| CF Camagüey                  | Minas            |
| FC Ciego de Ávila            | Morón            |
| CF Granma                    | Jiguaní          |
| FC Guantánamo                | Guantánamo       |
| FC Holguín                   | Banes            |
| FC Las Tunas                 | Manatí           |
| FC Sancti Spíritus           | Sancti Spíritus  |
| FC Santiago de Cuba (Tenant) | Santiago de Cuba |

| \| Artemisa Mayabeque Matanzas Holguín Camagüey La Habana Santiago de Cuba Villa Clara Cienfuegos Guantánamo Las Tunas Ciego de Ávila Isla de la Juventud Granma Sancti Spíritus Pinar del Río \| Localisation des équipes engagées. |
| Artemisa Mayabeque Matanzas Holguín Camagüey La Habana Santiago de Cuba Villa Clara Cienfuegos Guantánamo Las Tunas Ciego de Ávila Isla de la Juventud Granma Sancti Spíritus Pinar del Río                                          |

| Artemisa Mayabeque Matanzas Holguín Camagüey La Habana Santiago de Cuba Villa Clara Cienfuegos Guantánamo Las Tunas Ciego de Ávila Isla de la Juventud Granma Sancti Spíritus Pinar del Río |

Tournoi Clausura uniquement
| Équipe       | Ville     |
| Cuba -20 ans | La Havane |

## Compétition

### Format
Le championnat est divisé en deux tournois, Apertura et Clausura qui, à l'origine, doivent être identiques dans leur format. Lors du tournoi Apertura, les seize équipes participantes sont divisées en deux groupes de huit sur des bases géographiques. Chaque club joue une fois contre les autres de son groupe pour un total de sept rencontres. Les deux vainqueurs de chaque groupe s'affrontent alors pour une finale sur un match unique.
Pour le tournoi Clausura, la fédération décide de modifier le format où seules dix équipes sont qualifiées. Il s'agit des quatre meilleures équipes de chaque groupe en Apertura, le meilleur cinquième ainsi que la sélection cubaine des moins de 20 ans. Le format est celui d'un mini-championnat et les deux premiers au classement s'affronte pour une finale.
À l'issue des deux finales de tournoi, une grande finale permet de couronner le champion de la saison 2019-2020. Avec la pandémie, ni la finale du tournoi Clausura, ni la grande finale ne sont jouées et aucun champion n'est désigné pour la saison au complet, le FC Pinar del Río étant seulement considéré comme le vainqueur du tournoi Apertura.

### Apertura
| Rang | Équipe                 | Pts | J | G | N | P | Bp | Bc | Diff |
| ---- | ---------------------- | --- | - | - | - | - | -- | -- | ---- |
| 1    | FC Pinar del Río       | 16  | 7 | 5 | 1 | 1 | 12 | 3  | +9   |
| 2    | FC Villa Clara         | 15  | 7 | 5 | 0 | 2 | 13 | 4  | +9   |
| 3    | FC Matanzas            | 12  | 6 | 6 | 4 | 0 | 10 | 7  | +3   |
| 4    | FC Artemisa            | 11  | 7 | 3 | 2 | 2 | 11 | 6  | +5   |
| 5    | FC La Habana           | 9   | 6 | 2 | 3 | 1 | 9  | 7  | +2   |
| 6    | FC Cienfuegos          | 9   | 7 | 3 | 0 | 4 | 9  | 12 | -3   |
| 7    | FC Isla de la Juventud | 2   | 7 | 0 | 2 | 5 | 1  | 9  | -8   |
| 8    | FC Mayabeque           | 2   | 7 | 0 | 2 | 5 | 2  | 19 | -17  |

| Résultats (▼dom., ►ext.)                                   | Art | Cie | Isl | Hab | Mat | May | Pin | Vil |
| FC Artemisa                                                |     | 3-0 | 0-0 |     |     | 3-0 |     | 1-0 |
| FC Cienfuegos                                              |     |     | 2-0 |     | 3-1 |     | 0-1 | 1-2 |
| FC Isla de la Juventud                                     |     |     |     | 1-2 | 0-1 | 0-0 |     | 0-1 |
| FC La Habana                                               | 2-3 | 4-1 |     |     |     | 1-1 |     |     |
| FC Matanzas                                                | 3-2 |     |     | -   |     |     | 2-1 |     |
| FC Mayabeque                                               |     | 1-2 |     |     | 0-3 |     | 0-4 |     |
| FC Pinar del Río                                           | 1-0 |     | 3-0 | 0-0 |     |     |     |     |
| FC Villa Clara                                             |     |     |     | 2-0 | 1-0 | 6-0 | 1-2 |     |
| - Victoire à domicile - Match nul - Victoire à l'extérieur |     |     |     |     |     |     |     |     |

| Rang | Équipe                | Pts | J | G | N | P | Bp | Bc | Diff |
| ---- | --------------------- | --- | - | - | - | - | -- | -- | ---- |
| 1    | FC Ciego de Ávila     | 21  | 7 | 7 | 0 | 0 | 17 | 2  | +15  |
| 2    | FC Las Tunas          | 11  | 7 | 3 | 2 | 2 | 11 | 7  | +4   |
| 3    | FC Santiago de Cuba T | 11  | 7 | 3 | 2 | 2 | 7  | 5  | +2   |
| 4    | CF Granma             | 9   | 7 | 2 | 3 | 2 | 7  | 7  | 0    |
| 5    | CF Camagüey           | 8   | 7 | 1 | 5 | 1 | 9  | 7  | +2   |
| 6    | FC Guantánamo         | 7   | 7 | 1 | 4 | 2 | 10 | 9  | +1   |
| 7    | FC Holguín            | 5   | 7 | 1 | 2 | 4 | 5  | 12 | -7   |
| 8    | FC Sancti Spíritus    | 2   | 7 | 0 | 2 | 5 | 2  | 20 | -18  |

| Résultats (▼dom., ►ext.)                                   | Cam | Cie | Gra | Gua | Hol | Las | Spí | San |
| CF Camagüey                                                |     |     |     | 2-2 | 1-1 | 0-0 | 4-0 |     |
| FC Ciego de Ávila                                          | 2-0 |     |     |     | 2-0 |     | 6-1 |     |
| CF Granma                                                  | 2-2 | 0-3 |     |     |     | 1-0 |     | 0-0 |
| FC Guantánamo                                              |     | 0-1 | 1-1 |     | 4-1 |     | 0-0 |     |
| FC Holguín                                                 |     |     | 1-0 |     |     |     | 0-0 | 1-2 |
| FC Las Tunas                                               |     | 0-2 |     | 3-3 | 3-1 |     |     |     |
| FC Sancti Spíritus                                         |     |     | 0-3 |     |     | 0-4 |     | 1-3 |
| FC Santiago de Cuba                                        | 0-0 | 1-2 |     | 1-0 |     | 0-1 |     |     |
| - Victoire à domicile - Match nul - Victoire à l'extérieur |     |     |     |     |     |     |     |     |

Légende :

#### Finale
| 21 décembre 2019 | FC Pinar del Río                               | 2 - 2 | FC Ciego de Ávila                      |  |  |
|                  | Yasmany Soriano 17e · Jean Carlos Gonzalez 32e |       | 66e Osmel Nuñez · 78e Sander Fernández |  |  |
|                  | Rapport                                        |       |                                        |  |  |
|                  | Tirs au but 4 - 3                              |       |                                        |  |  |

### Clausura
| Rang | Équipe              | Pts | J | G | N | P | Bp | Bc | Diff |
| ---- | ------------------- | --- | - | - | - | - | -- | -- | ---- |
| 1    | FC Ciego de Ávila   | 20  | 8 | 6 | 2 | 0 | 16 | 4  | +12  |
| 2    | FC Villa Clara      | 15  | 8 | 5 | 0 | 3 | 13 | 6  | +7   |
| 3    | FC Santiago de Cuba | 14  | 8 | 3 | 5 | 0 | 9  | 5  | +4   |
| 4    | FC Matanzas         | 14  | 8 | 4 | 2 | 2 | 12 | 10 | +2   |
| 5    | FC Artemisa         | 12  | 8 | 3 | 3 | 2 | 13 | 14 | -1   |
| 6    | FC La Habana        | 9   | 8 | 2 | 3 | 3 | 17 | 16 | +1   |
| 7    | Cuba -20 ans        | 9   | 8 | 3 | 0 | 5 | 12 | 16 | -4   |
| 8    | CF Granma           | 6   | 8 | 1 | 3 | 4 | 6  | 12 | -6   |
| 9    | FC Pinar del Río T  | 6   | 8 | 1 | 3 | 4 | 7  | 14 | -7   |
| 10   | FC Las Tunas        | 4   | 8 | 1 | 1 | 6 | 8  | 16 | -8   |

|  | T : Tenant du titre |

| Résultats (▼dom., ►ext.)                                   | Art | Cie | Cub | Gra | Hab | Las | Mat | Pin | San | Vil |
| FC Artemisa                                                |     | 1-2 | -   | -   | -   | 2-1 | 1-1 | -   | -   | 0-3 |
| FC Ciego de Ávila                                          | -   |     | 3-0 | -   | -   | 2-1 | 2-0 | -   | -   | 2-1 |
| Cuba -20 ans                                               | 3-4 | -   |     | 1-2 | 3-2 | -   | -   | 1-0 | -   | -   |
| CF Granma                                                  | -   | 1-1 | -   |     | -   | -   | 0-2 | -   | 1-3 | 0-1 |
| FC La Habana                                               | 2-3 | -   | -   | 1-1 |     | -   | 5-0 | -   | 1-1 | -   |
| FC Las Tunas                                               | -   | -   | 0-1 | 1-1 | 2-3 |     | -   | 3-0 | -   | -   |
| FC Matanzas                                                | -   | -   | 3-2 | -   | -   | 5-0 |     | -   | 0-0 | 1-0 |
| FC Pinar del Río                                           | 1-1 | 0-4 | -   | 2-0 | 2-2 | -   | -   |     | 1-1 | -   |
| FC Santiago de Cuba                                        | 1-1 | 0-0 | 2-1 | -   | -   | -   | -   | -   |     | -   |
| FC Villa Clara                                             | -   | -   | -   | -   | 4-1 | 2-0 | -   | 2-1 | 0-1 |     |
| - Victoire à domicile - Match nul - Victoire à l'extérieur |     |     |     |     |     |     |     |     |     |     |

## Bilan du tournoi
| Championnat de Cuba de football 2019-2020 |                                                         |
| Champion                                  | Apertura : FC Pinar del Río Clausura :Titre non décerné |
| Qualifications continentales              |                                                         |
| Caribbean Club Shield 2021                | Aucun inscrit                                           |
| Promotions et relégations                 |                                                         |
| Promus en Liga Nacional                   | Aucun                                                   |
| Relégués en Torneo de Ascenso             | Aucun                                                   |